# Any Colour You Like
"Any Colour You Like" is een nummer van Pink Floyd. Het is afkomstig van hun album The Dark Side of the Moon. Al naargelang de persing is het de zevende of achtste track (soms werden track 1 en 2 als één track gelezen). Het nummer is grotendeels instrumentaal., dat soms (in ieder geval op het album) werd aangevuld met wat scatting. Dat laatste  is ook terug te vinden in de werktitel van dit nummer: Scat Section. Het nummer leunt erg op de gitaarsolo van David Gilmour terwijl ook de VCS3-synthesizer een belangrijke stem heeft.
De betekenis van de titel is jarenlang in nevelen gehuld geweest. Bijna alle liedjes op The Dark Side hebben tekst en konden aan hand daarvan uitgelegd worden. Bij dit instrumentale nummer lag dat moeilijker. Enig giswerk leverde op: de moeilijkheid van het maken van een keus, dan wel gedwongen aanpassing aan de sociale omgangsvormen. Dat laatste bleek er niet ver naast te zitten. Het bleek, aldus Roger Waters, die niet meeschreef aan dit nummer, te gaan om handelaren die vanuit Londen hun handel in Chinees porselein in Cambridge aan de man probeerden te brengen onder de slogan: 'Pick any colour you like, as long it is blue'. Of een citaat dat toebedeeld wordt aan Henry Ford over zijn model auto Ford Model T. Die zou geleverd kunnen worden in alle kleuren, als het maar zwart was ('Any colour you like as long it is black'). Kortom je hebt wel een vrije keus, maar je wordt toch één richting op geduwd.
Aangezien David Gilmour zijn gitaarsolo nog al eens uitbreidde, kon "Any Colour You Like" soms uitgroeien tot 15 minuten. Het nummer staat grotendeels in d mineur, dat in de klassieke muziek staat voor het eind, de dood.
Speak to Me ·
Breathe ·
On the Run ·
Time ·
The Great Gig in the Sky ·
Money ·
Us and Them ·
Any Colour You Like ·
Brain Damage ·
Eclipse